# Lista de municípios do Cabo Oriental
A província sul-africana do Cabo Oriental está dividida em um município metropolitano e seis municípios distritais, que por sua vez se subdividem em 38 municípios locais e duas zonas de gestão distrital.
| Localização do Município metropolitano Nelson Mandela | Município metropolitano Nelson Mandela. Engloba as cidades de: - Port Elizabeth - Uitenhage - Despatch | Município metropolitano Buffalo City. Engloba as cidades de: - East London - King William's Town - Mdantsane e Zwelitsha. |
| Localização do distrito de Cacadu                     | Distrito de Cacadu. Subdividido em: - Município de Camdeboo - Município de Blue Crane Route - Município de Ikwezi - Município de Makana - Município de Ndlambe - Município de Sunday's River Valley - Município de Baviaans - Município de Kouga - Município de Kou-Kamma - Zona de gestão distrital de Aberdeen Plains  | |
| Localização do distrito de Amatole                    | Distrito de Amatole. Subdividido em: - Município de Mbhashe - Município de Mnquma - Município de Great Kei - Município de Amahlathi - Município de Ngqushwa - Município de Nkonkobe - Município de Nxuba | |
| Localização do distrito de Chris Hani                 | Distrito de Chris Hani. Subdividido em: - Município de Inxuba Yethemba - Município de Tsolwana - Município de Inkwanca - Município de Lukanji - Município de Intsika Yethu - Município de Emalahleni - Município de Engcobo - Município de Sakhisizwe - Zona de gestão distrital do Parque Nacional da Zebra da Montanha | |
| Localização do distrito de Joe Gqabi                  | Distrito de Joe Gqabi. Subdividido em: - Município de Elundini - Município de Senqu - Município de Maletswai - Município de Gariep | |
| Localização do distrito de OR Tambo                   | Distrito de OR Tambo. Subdividido em: - Município de Mbizana - Município de Ntabankulu - Município de Qaukeni - Município de Port St Johns - Município de Nyandeni - Município de Mhlontlo - Município de King Sabata Dalindyebo                                                                                         | |
| Localização do distrito de Alfred Nzo                 | Distrito de Alfred Nzo. Subdividido em: - Município de Umzimvubu - Município de Matatiele | |